# Татарский Янтык
Татарский Янтык — село в Лаишевском районе Татарстана. Административный центр и единственный населённый пункт Татарско-Янтыкского сельского поселения.

## География
Находится в западной части Татарстана на расстоянии приблизительно 20 км на северо-восток от города Лаишево у речки Брысса. Вблизи западной окраины села проходит автодорога Шали (М7) — мост через Каму.

## История
Известно с 1710—1711-х годов. В начале XX века функционировали 2 мечети и медресе.
По сведениям переписи 1897 года, в деревне Татарский Янтык Лаишевского уезда Казанской губернии жили 1259 человек (622 мужчины и 637 женщин), из них 1247 мусульман.

## Население
| 2002 | 2012 | 2013 | 2014 | 2015 | 2016 | 2017 |
| ---- | ---- | ---- | ---- | ---- | ---- | ---- |
| 462  | ↘353 | ↗354 | ↘329 | ↘313 | ↗314 | ↘304 |

Постоянных жителей было: в 1782 году — 122 души мужского пола, в 1859—748, в 1897—1232, в 1908—1595, в 1920—1675, в 1926—1541, в 1938—1445, в 1949—1172, в 1958—996, в 1970—1007, в 1979—1329, в 1989—555, в 2002—464 (татары 100 %).